# Rote Rosskastanie

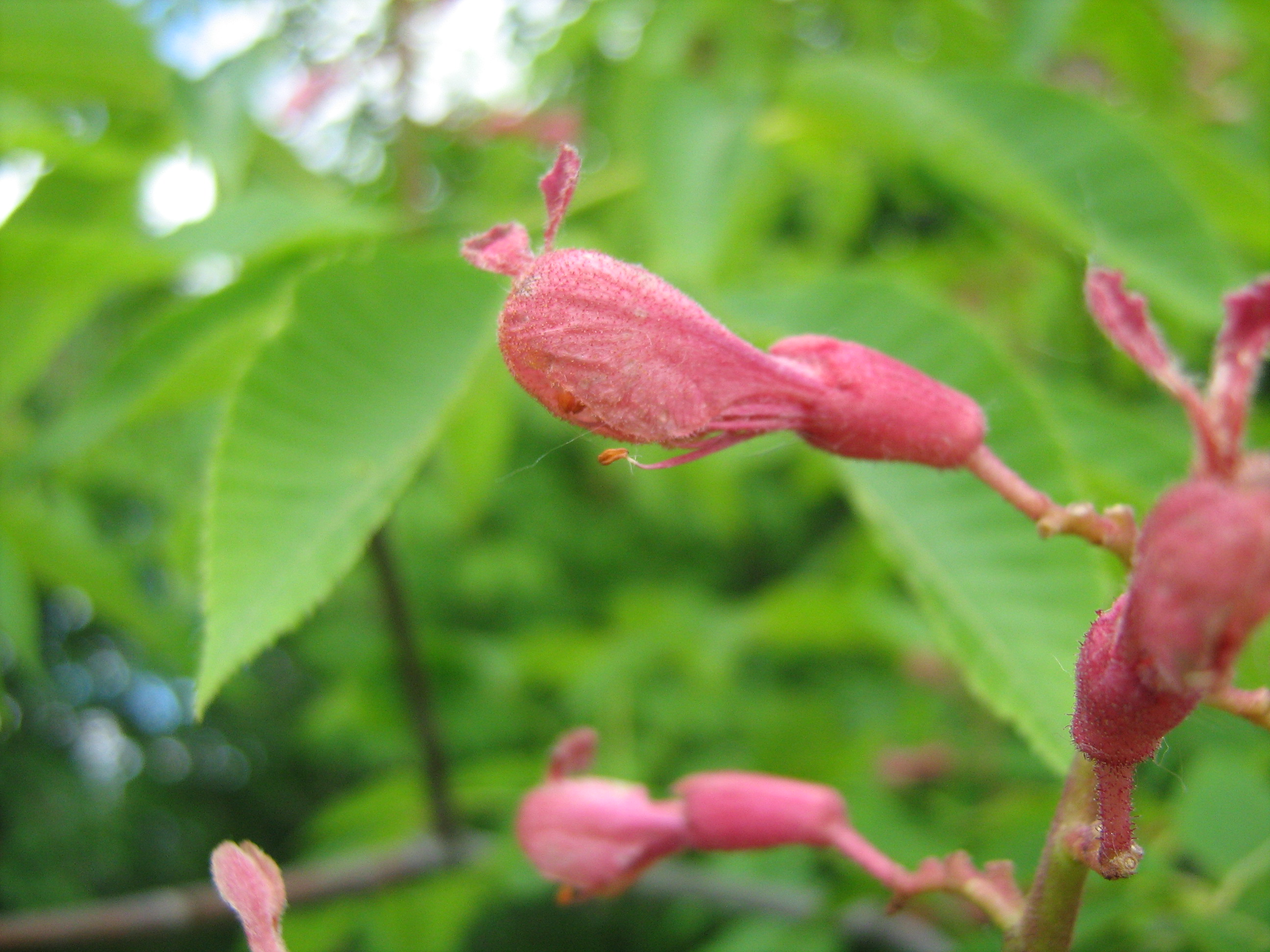
Blüte

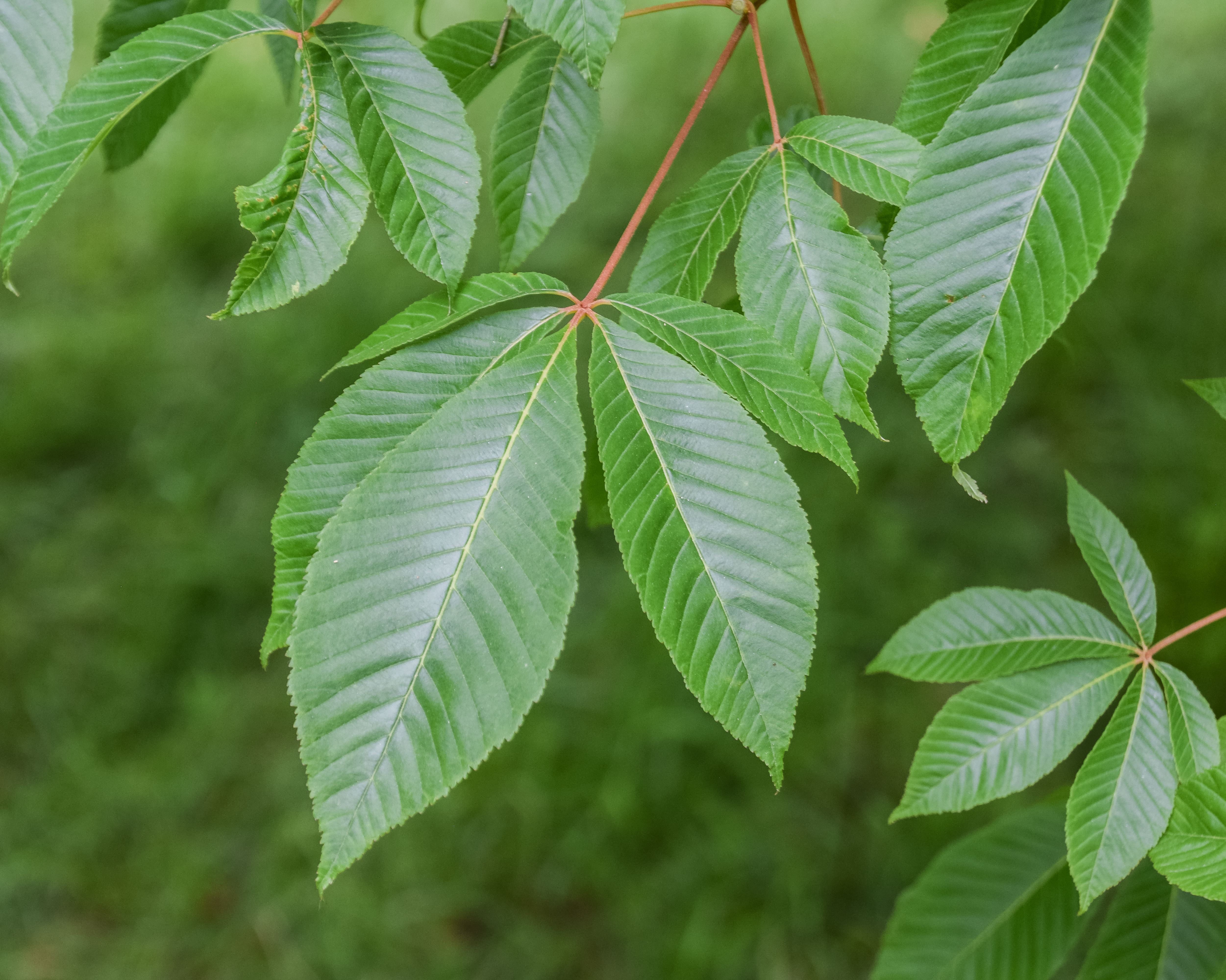
Blätter

Die Echte Pavie oder Rote Rosskastanie (Aesculus pavia) ist ein in Nordamerika heimischer Vertreter der Rosskastanien (Aesculus).

## Beschreibung

### Vegetative Merkmale
Die Echte Pavie ist ein Strauch oder Baum von 2 bis 5, selten bis über 16 m Wuchshöhe. Der Stammdurchmesser erreicht 30 cm, selten bis über 75 cm. Die relativ glatte Borke ist braun- bis hellgrau und im Alter gröber und abblätternd. Die Zweige sind rötlichbraun. Die Knospen sind gestutzt, breit eiförmig, einen Zentimeter lang und haben rund-zugespitzte Schuppen. 
Die gegenständigen und gestielten Laubblätter sind handförmig gefingert mit fünf oder sieben Blättchen. Der Blattstiel ist 3 bis 17 cm lang, kahl oder behaart. Die Blättchen sind 6 bis 17 cm lang, 3 bis 6 cm breit, elliptisch, lanzettlich bis verkehrt-eiförmig. Sie sind leicht ledrig, die Adern sind an der Oberseite leicht eingeprägt. Die Spitze ist zugespitzt bis spitz, der Blattgrund ist keilförmig bis spitz. Der Rand ist unregelmäßig gesägt oder gekerbt. Die Oberseite ist kahl mit vereinzelten Haaren an den Hauptnerven, die Unterseite ist kahl bis dicht behaart, stumpf bis leuchtend dunkelgrün mit rötlichen Mittel- und Seitenrippen. Die Blättchenstiele sind 1 bis 19 mm lang.

### Generative Merkmale
Aesculus pavia ist trimonözisch. Der endständige, rispige, teils rötliche, reichblütige, teils fein behaarte und oft gemischtgeschlechtliche Blütenstand ist länglich und 10 bis 25 cm lang. Die zwittrigen oder funktionell eingeschlechtlichen, gestielten und vier- bis fünfzähligen Blüten sind rot, oft gelblich-rot mit doppelter Blütenhülle. Bei den westlichsten Populationen in Zentral-Texas auch rein gelb. 
Die Nägel der Kronblätter sind gelb und werden zur Blütezeit rotbraun. Der Blütenstiel ist 5 bis 12 mm lang, meist sehr schlank, kurz behaart und drüsenlos. Der rote Kelch ist 8 bis 18 mm lang, röhrig-glockig oder röhrig, fein behaart, teils mit verstreuten, gestielten Drüsen. Die fünf Kelchzipfel sind rundlich, drüsig-behaart und ungleich groß. Die aufrechte Krone ist drüsig-behaart, der Rand drüsig. Die oberen zwei Kronblätter sind 25 bis 40 mm lang, der Nagel 19 bis 23 mm und zottig, die Platte klein und länglich-eiförmig bis fast kreisrund. Die seitlichen zwei Kronblätter sind 20 bis 31 mm lang, der Nagel 10 bis 17 mm, dabei etwa gleich lang wie der Kelch, und zottig; die Platte ist länglich-eiförmig. Die 6 bis 8 vorstehenden Staubblätter sind 23 bis 36 mm lang, die teils rötlichen Staubfäden sind auf der unteren Hälfte zottig behaart. Die Staubbeutel sind glatt mit wenigen Haaren an Grund und Spitze, sehr spärlich drüsig an Spitze und Grund der Loculi. Die Stempel sind zottig mit Ausnahme der Narbe, der Griffel ist gleich lang wie die Staubblätter oder ragt 2 bis 4 mm über die oberen Kronblätter hinaus. Bei den männlichen Blüten ist ein Pistillode und bei den weiblichen Staminodien mit Antheroden vorhanden. Es ist jeweils ein Diskus vorhanden. 
Die Kapselfrucht ist annähernd kugelig bis verkehrt-eiförmig und hat einen Durchmesser von 3,5 bis 6 cm. Das Perikarp ist glatt, leicht narbig und hellbraun. Die 1 bis 3, selten 4 bis 6 Samen haben 2 bis 3 cm Durchmesser, sind dunkel kastanienbraun bis hell gelbbraun und haben einen hellen, relativ kleinen Nabel.
Die Samen und jungen Triebe sind für Menschen giftig, wobei die Wirkung vom Alter der Person abhängt. Vor allem Kinder sollten keine Teile der Pflanze verzehren.
Die Chromosomenzahl beträgt 2n = 40.

## Verbreitung und Standorte

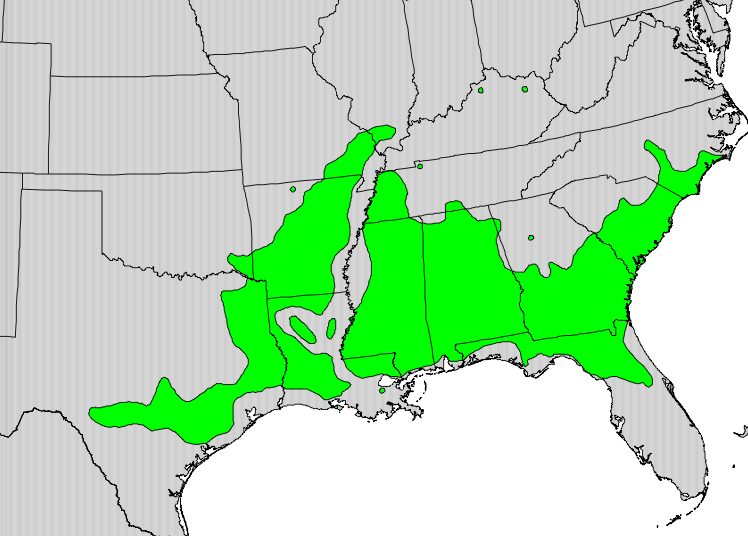
Hauptsächliches Verbreitungsgebiet der Roten Rosskastanie.

Die Echte Pavie kommt im Wesentlichen auf den Küstenebenen an Atlantik und Golf von Mexiko von North Carolina nach Süden bis Florida, nach Westen bis zum Balcones Escarpment in Süd-Zentral-Texas (Uvalde und Edwards County) vor. Im Norden reicht das Gebiet bis Arkansas, West-Tennessee, im Schwemmland des Mississippi bis Südost-Missouri und Süd-Illinois. 
Sie wächst in Kiefernwäldern, Kiefern-Laub-Mischwäldern, Eichen-Hickory-Wäldern und auf Lichtungen. Am häufigsten wächst sie entlang von Flussufern, auf Strombänken auf wasserdurchlässigem Boden, wächst aber auch gut auf flachen, schlecht wasserdurchlässigen Schwemmflächen der Flüsse und Ströme, auch am Rand von Sümpfen und Marschen. Sie ist lokal häufig und ist im Gebiet einer der dominanten Unterwuchs-Sträucher.

## Kultivierung
Die Art ist seit 1771 in Kultur.
Nordamerikas Ureinwohner nutzten die Wurzeln zur Herstellung von Seife und die zerquetschten giftigen Samen zur Betäubung von Fischen.

## Systematik
Die Echte Pavie wird innerhalb der Gattung Aesculus in die Sektion Pavia gestellt. Sie ist eine sehr variable Art und wurde in der Vergangenheit in mehrere Arten aufgeteilt. Aufgrund fehlender Diskontinuitäten in der Variabilität wurden diese Arten wieder verworfen. Ein Teil der Variabilität geht auf die Introgression der anderen Arten der Sektion zurück, etwa die gelbe Kronenfarbe auf Introgression von Aesculus sylvatica und Aesculus glabra.
Die Echte Pavie ist eine Elternart der in Mitteleuropa häufig als Ziergehölz angepflanzten Hybride Fleischrote Rosskastanie (Aesculus × carnea).
Der Artzusatz im wissenschaftlichen Namen ehrt den niederländischen Botaniker Peter Pauw, der unter anderem als "Pieter Pavius" publizierte.